# Bacco (Jacopo Sansovino)
Il Bacco è una scultura marmorea (h. 146 cm) di Jacopo Sansovino, databile al 1515 e conservata nel Museo nazionale del Bargello a Firenze.

## Storia
L'opera venne creata per decorare il giardino di Giovanni Bartolini a Firenze, nel quadro di un recupero dell'antichità classica promosso dall'Accademia neoplatonica. In seguito fu donato a Cosimo I e andò a decorare il suo appartamento in Palazzo Vecchio con il David-Apollo di Michelangelo, il Bacco di Baccio Bandinelli e il Ganimede di Benvenuto Cellini.
Amatissimo a Firenze e molto più conosciuto del Bacco di Michelangelo (che arrivò in città solo nel 1571 o 1572), fu preso a modello da scultori e pittori. Innumerevoli sono le citazioni, le riproduzioni a disegno e a stampa e le derivazioni nei materiali più disparati.
Nel 1762 fu seriamente danneggiato dall'incendio del corridoio di ponente degli Uffizi, da cui uscì a pezzi.
Nel 1864 il Perkins la definì "una delle migliori statue mai concepite secondo lo spirito antico", e il Reinach (1897), nonostante fosse già stata pubblicata dal Gori nel repertorio della scultura fiorentina, la scambiò per opera antica, includendola tra le iconografie di Dioniso.

## Descrizione e stile
La statua evoca il mito pagano di Bacco, qui rappresentato come un giovane dio che solleva con gesto gioioso il bacile con cui gli antichi bevevano il vino, guardandolo sorridente. Riecheggia opere del maestro Andrea Sansovino e le opere classiche viste a Roma, nonché gli affreschi recentissimi di Raffaello quali l'Apollo e Marsia e il Giudizio di Salomone nella volta della Stanza della Segnatura (1508).
Non è chiaro se l'artista avesse come riferimento un modello antico preciso o se la sua fosse  un'interpretazione del passato, tra l'altro molto efficace nel ricreare un sapore pagano. Appare probabile che l'artista si ispirò a più di un'opera, tra cui, come indicò Daniela Gallo, l'Apollo del Belvedere per il protagonista e uno dei Dioscuri di Montecavallo per il satirello che gli sta alle gambe.